# Château du Schrankenfels
Le château du Schrankenfels, plus communément appelé Schrankenfels est une ruine de château-fort située sur le territoire de la commune française de Soultzbach-les-Bains, dans le Haut-Rhin.

## Contexte géographique et historiographique

### Topographie et géologie
Le Schrankenfels se trouve dans le Haut-Rhin, à environ deux kilomètres au sud-ouest de la commune de Soultzbach-les-Bains, celle-ci étant à l’intersection entre la vallée de Munster et la vallée du Krebsbach. Du fait de sa position au point culminant d’une crête situé à 782 m d’altitude, soit environ 450 m depuis le fond de vallée, le château domine à la fois la vallée du Krebsbach à l’ouest, celle du Runzbach au nord, notamment les vallons du Kleinthal et du Großthal, et le vallon de l’Ammelthal au sud. Cette crête est toutefois elle-même dominée au sud-est par le sommet du Bildstoeckle, qui culmine à 873 m et dont elle constitue un prolongement,.
À l’autre extrémité de la crête, à environ 250 m vers le nord-ouest, se trouve un autre château de dimensions plus réduites, le Haneck. Il existe également sur la dorsale de la crête les restes d’une construction quadrangulaire à mi-chemin entre les deux châteaux, ainsi que de murs en pierre sèche.

### Contexte géographique et historique médiéval
La vallée du Krebsbach ne présente que peu d’intérêt stratégique, n’étant pas située à proximité de voies de communication majeures. Au XIIe siècle, il s’agit d’une zone non exploitée, qui n’ également qu’un faible intérêt économique. Toutefois, son défrichement à partir du début du XIIIe siècle représente une opportunité pour la petite noblesse : alors que les lieux de peuplement plus anciens, notamment vers la plaine, sont déjà solidement tenus par les grandes familles et les puissances régionales, ces nouvelles terres leur offrent la possibilité de se tailler des fiefs et de rehausser leur statut social.
Il résulte de cette situation, une explosion de la construction de châteaux au cours du XIIIe siècle, les châteaux étant un moyen d’établir son pouvoir sur les alentours. Outre les Schrankenfels, la vallée est disputée au XIIIe siècle entre les Laubgassen, qui construisent le Laubeck, les Hattstatt, qui construisent le Haut-Hattstatt, la Haneck et le château de Soultzbach, les Girsberg qui possèdent déjà le Gigersbourg et lui ajoutent le Wassenberg et le Staufen et les Ribeaupierre, qui possèdent le Sonnenbourg à Wihr-au-Val et essayent de s’étendre vers le sud. Dès le début du XIVe siècle il ne reste guère que les Hattstatt et les Ribeaupierre en lice, et l’équilibre s’installe progressivement entre eux, de sorte que ces châteaux sont pour la plupart caduques dès le XVe siècle et abandonnés ou non reconstruits après leur destruction.

### Contexte historiographique
Les sources écrites sont peu nombreuses et se limitent à quelques mentions au détour de documents portant sur d’autres sujets. La première mention remonte à 1241, dans un document mentionnant Volger de Gueberschwihr et son frère « Dietrich von Scrankenvels ». Le seigneur de Schrankenfels est également cosignataire d’une plainte de l’abbaye de Munster en 1261. Enfin deux documents de 1431 et 1470 indiquent qu’il s’agit d’un Burgstall, c’est-à-dire d’une ruine,.
Les premières sources iconographiques sont des plans-vues réalisés en 1604 dans le cadre des procès portant sur l’héritage des Hattstatt. Ils sont suivis d’un plan de finage réalisé en 1780. Ces plans ne fournissent aucune information sur l’aspect du château, mais donnent en revanche des indications sur la topographie du site. Les premiers documents figurés apparaissent au XIXe siècle avec deux dessins réalisés par Jacques Rothmuller. Le premier, qui est publié sous forme de gravure en 1863, est une vue d’ensemble depuis l’ouest, avec le Haneck à l’arrière-plan, tandis que le second représente l’intérieur du château.

## Historique
Le château du Schrankenfels est bâti en un seul jet vers 1220-1230, probablement par la famille des Gueberschwihr et plus précisément Dietrich de Schrankenfels. Le lien de cette famille modeste avec les Burckart de Gueberschwihr, le fondateur de l’abbaye de Marbach en 1089, n’est pas clair, mais il semble qu’ils sont à la fin du XIIe siècle des vassaux de l’évêque de Strasbourg et il est possible que le château ait été un fief de l’évêché.
Une autre mention en 1305 indique que le château appartient à l’évêque de Strasbourg, qui l’a remis en fief aux Hattstatt. Ces derniers possédant Soultzbach-les-Bains depuis 1250, il est possible que le château soit en leur possession depuis le milieu du XIIIe siècle. Les Schrankenfels habitent toutefois encore le château et sont de fait les vassaux des Hattstatt et les vavassaux de l’évêque de Strasbourg,.
Il est mentionné une dernière fois comme étant occupé en 1353, mais n’est plus qu’une ruine en 1431 et une chronique de 1470 évoque une destruction volontaire. La date exacte de cette destruction n’est pas connue avec certitude et est parfois située dans la deuxième moitié du XIVe siècle.
À l’extinction des Hattstatt en 1603, les Schauenbourg récupèrent le château, mais ne semblent pas s’y être intéressés et il est resté à l’état de ruines. Les gravures du XVIIIe au XIXe siècle montrent des vestiges encore assez importants, mais l’état général des ruines s’est beaucoup dégradé par la suite. Vers 1967, le donjon s’est effondré, emportant avec lui une partie de l’enceinte. En 1994, le Conseil général du Haut-Rhin fait effectuer des travaux de consolidation du donjon et de la chemise occidentale. En 2019, le château a de nouveau été fermé au public en raison des chutes de pierres.

## Architecture

### Organisation générale
Le château supérieur, ou Oberschloss occupe le point culminant du site. Il est constitué d’un donjon pentagonal, qui ne subsiste plus que sur une dizaine de mètres de hauteur. Celui-ci est implanté au sud-est, côté le plus vraisemblable d’une attaque. Une porte situe à son pied donne accès à la haute-cour, de l’autre côté de laquelle se trouve le logis trapézoïdal. L’ensemble est entouré d’une enceinte dont les murs sont épais et les angles arrondis.
À l’est du château supérieur et une vingtaine de mètres en contrebas s’étend une terrasse artificielle qui servait de basse-cour. L’ensemble du château est entouré de fossés, celui du côté nord étant le plus important avec 12 m de largeur et 10 m, ce afin d’isoler efficacement le château du reste de la crête.

### Matériaux et techniques de construction
Le château est bâti en grande partie avec du grauwacke prélevé directement sur place lors du creusement des fossés et le nivellement des plateformes. Toute la matière extraite n’a toutefois pas été utilisée dans la construction, une partie constituant une halde à l’extrémité ouest du fossé nord. L’utilisation du grauwacke a été complétée par le recours à un granite à deux micas, dit « granit de Turckheim ». Ce matériau n’est pas disponible directement sur le site et provient principalement de la collecte en surface de blocs disponibles sur le versant oriental du Bildstoeckle.
Il existe toutefois aussi à 350 m au nord-est du château une petite carrière de granite, de laquelle ont été extraits et débités sur place des blocs de taille moyenne. Il n’est pas certain qu’elle ait servi à alimenter le chantier, sa datation n’étant pas établie, mais il n’existe aucune autre construction connue à proximité utilisant ce matériau, à l’exception du Haneck. Un grès rose, de provenance indéterminée mais d’assez mauvaise qualité, a également été utilisé pour réaliser les chaînages d’angle du donjon.
L’ensemble des méthodes utilisées pour l’extraction des matériaux et leur mise en œuvre montre une volonté de simplifier au maximum les processus, permettant une construction rapide, peu coûteuse et limitant le besoin à une main d’œuvre spécialisée. Les murs se caractérisent ainsi par un traitement identique du blocage et la surface extérieure. Les blocs semblent ainsi avoir été montés au gré de leur disponibilité après un dégrossissage sommaire, bien que les bâtisseurs se soient tout-de-même efforcés de conserver une hauteur d’assise homogène. 

### Le Burgthalschloss
Entre le Schrankenfels et le Haneck, séparée de ce dernier seulement par un fossé, se trouve la ruine du Burgthalschloss. Bien qu’étant généralement qualifié de château, celui-ci, de dimensions trop réduites pour être habitable, ne semble par ailleurs avoir été qu’un ouvrage avancé du Schrankenfels permettant de surveiller le Haneck.

## Galerie

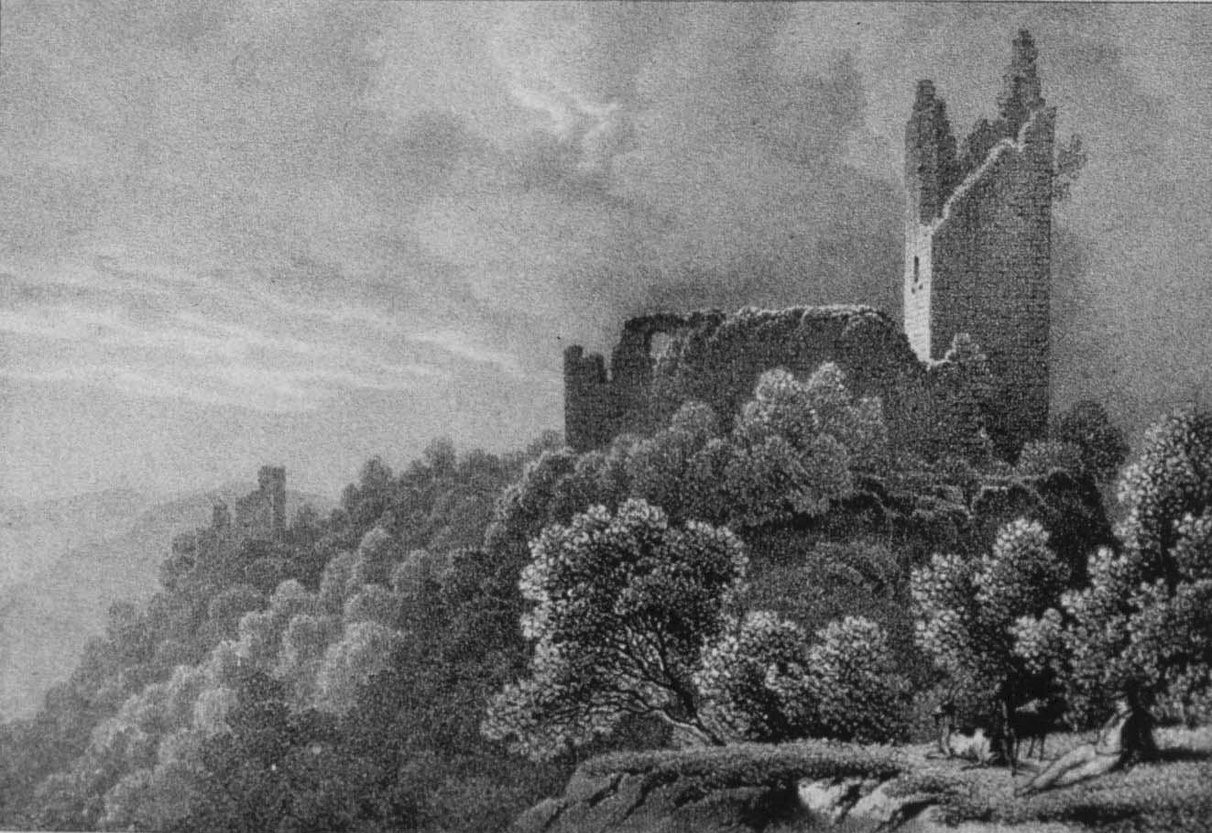
Vue d'artiste des châteaux du Schrankenfels et du Haneck en 1839.
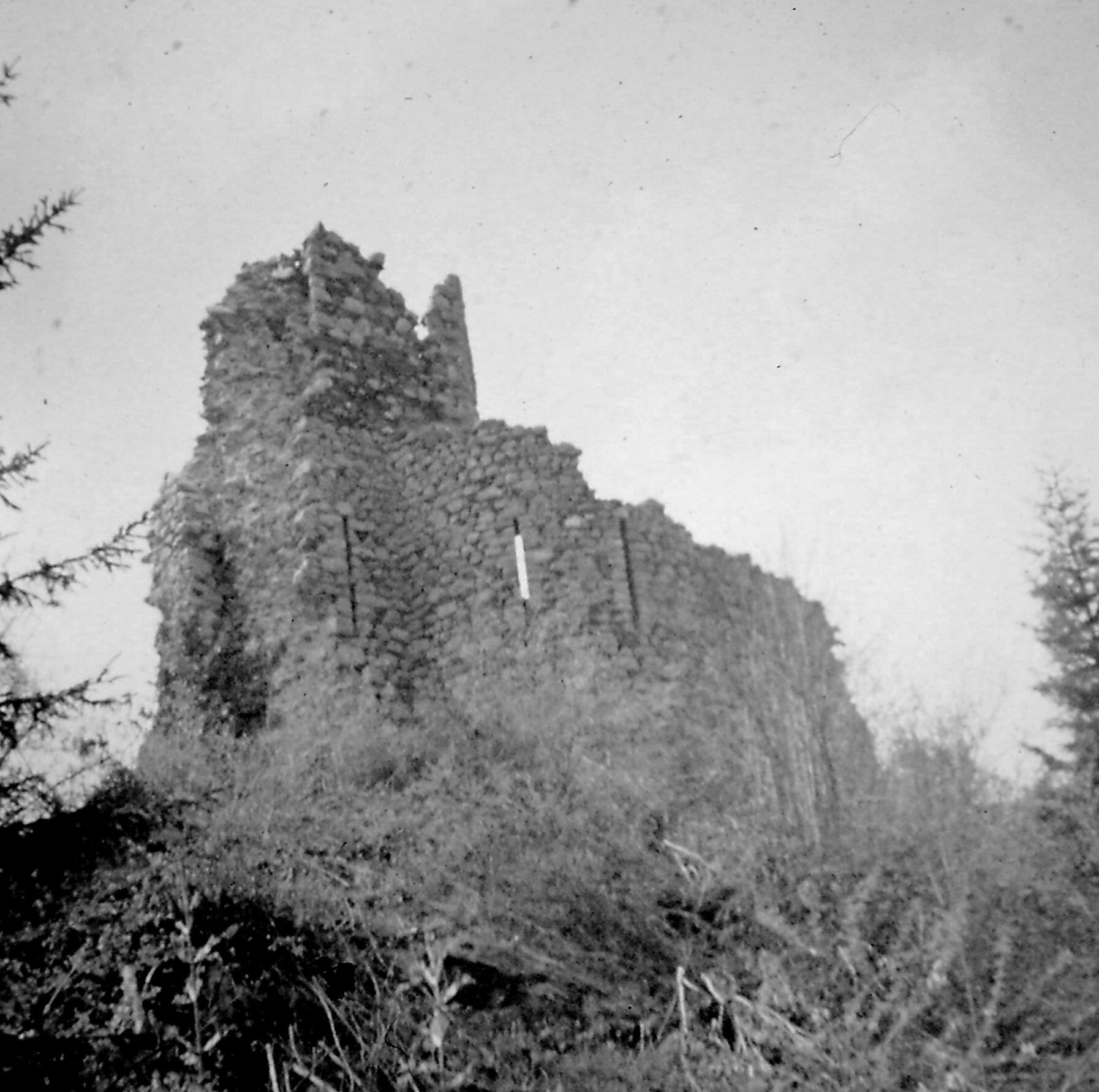
Le château en 1970 avant l'écroulement du donjon.
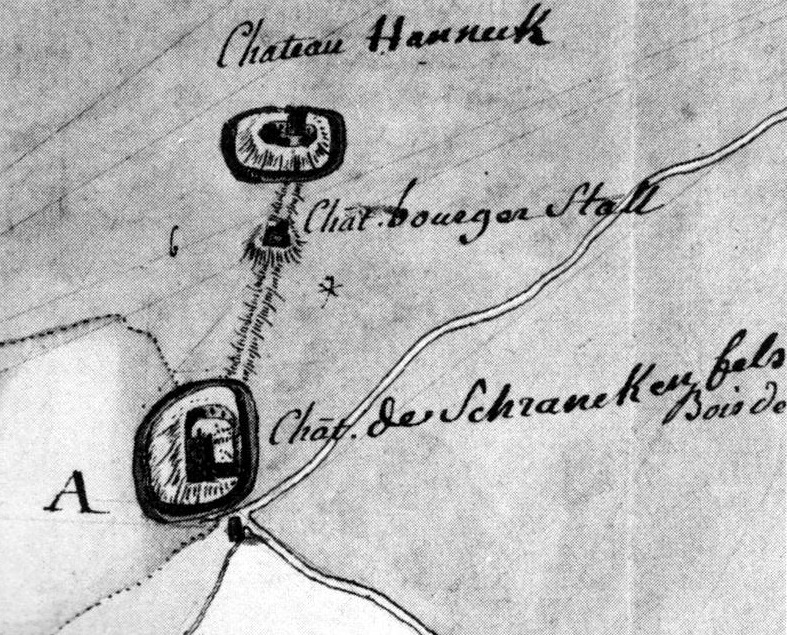
Haneck, Burgthalschloss und Schrankenfels
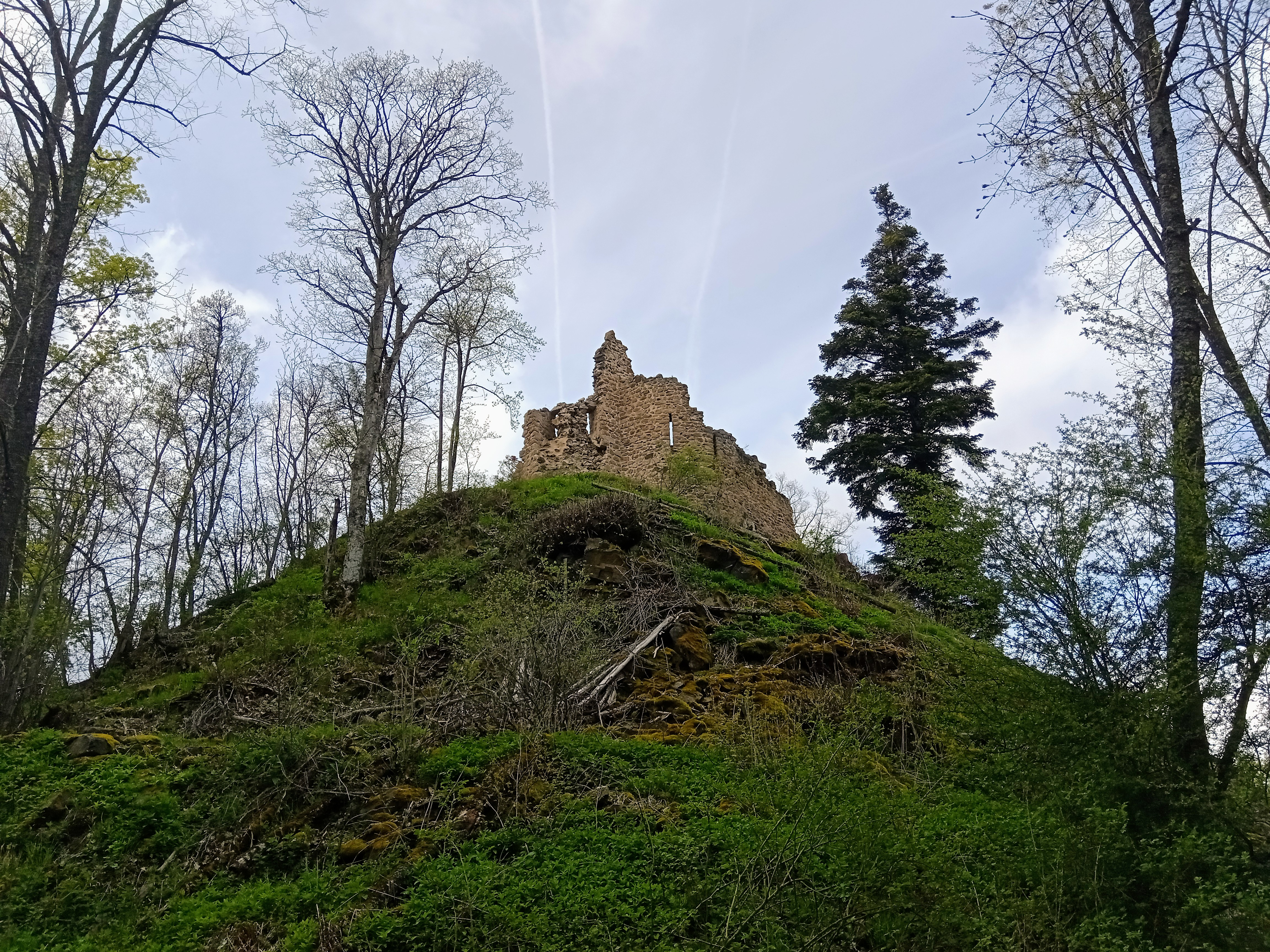
Château du Schrankenfels
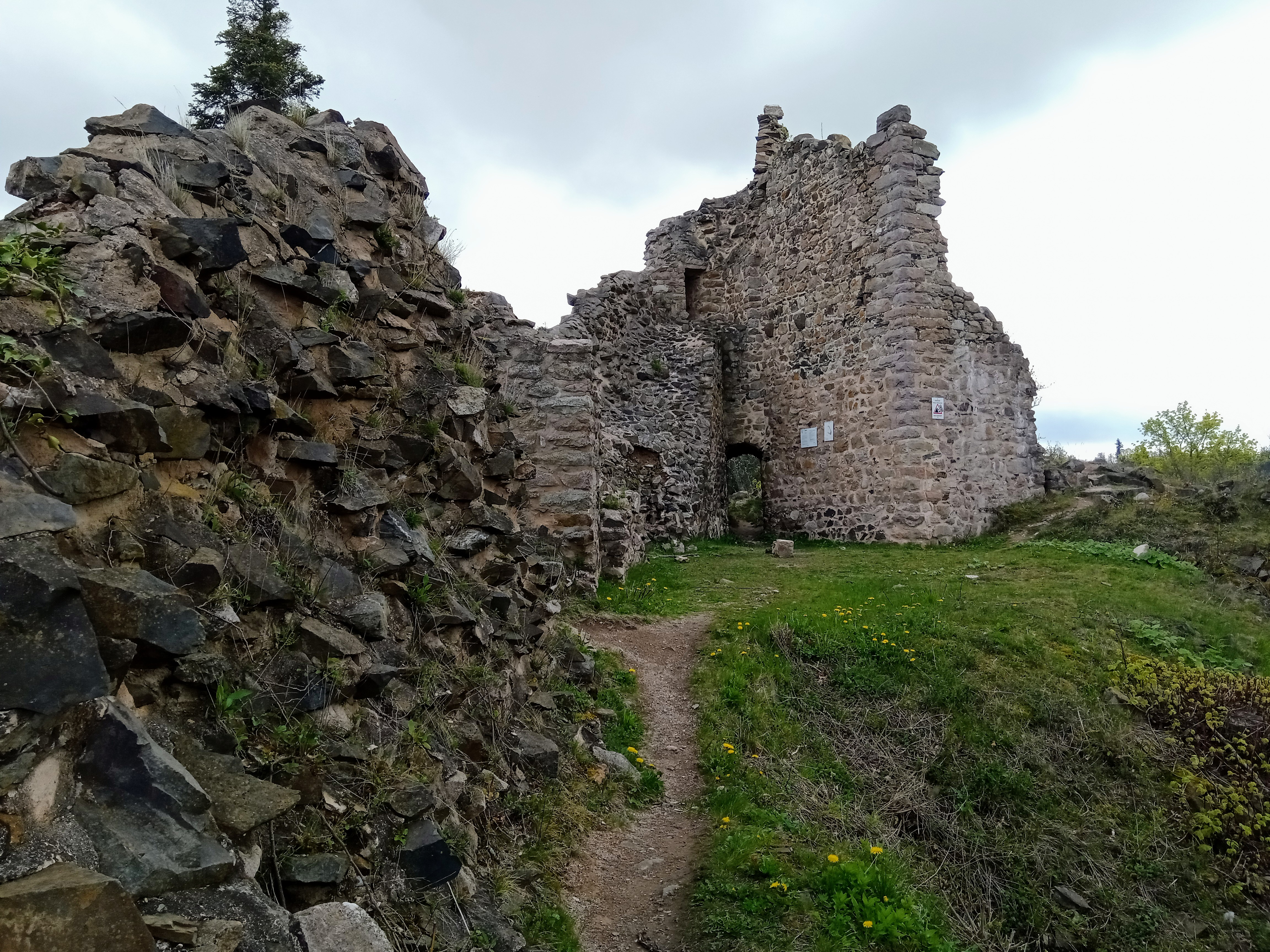
Château du Schrankenfels
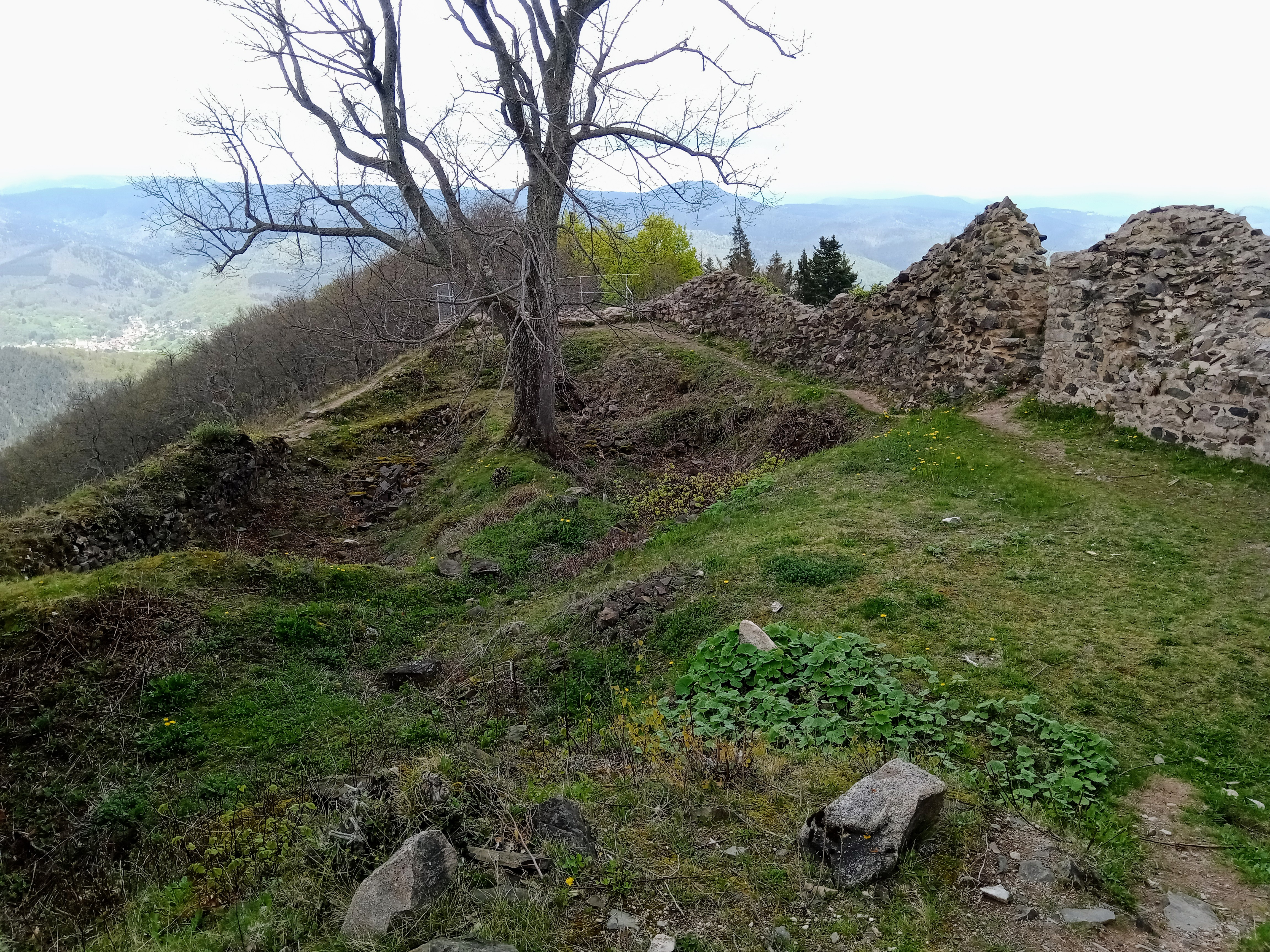
Château du Schrankenfels
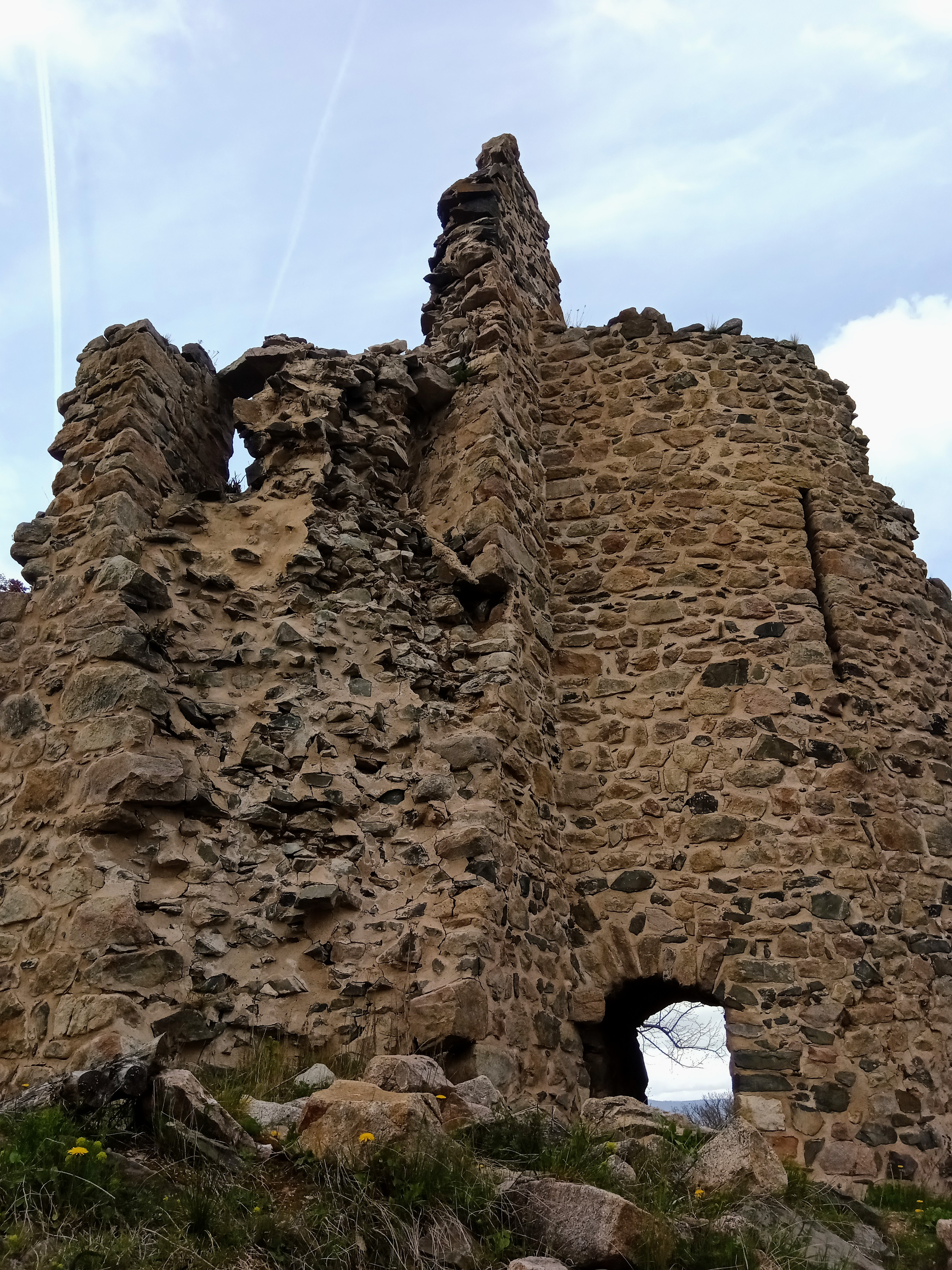
Château du Schrankenfels
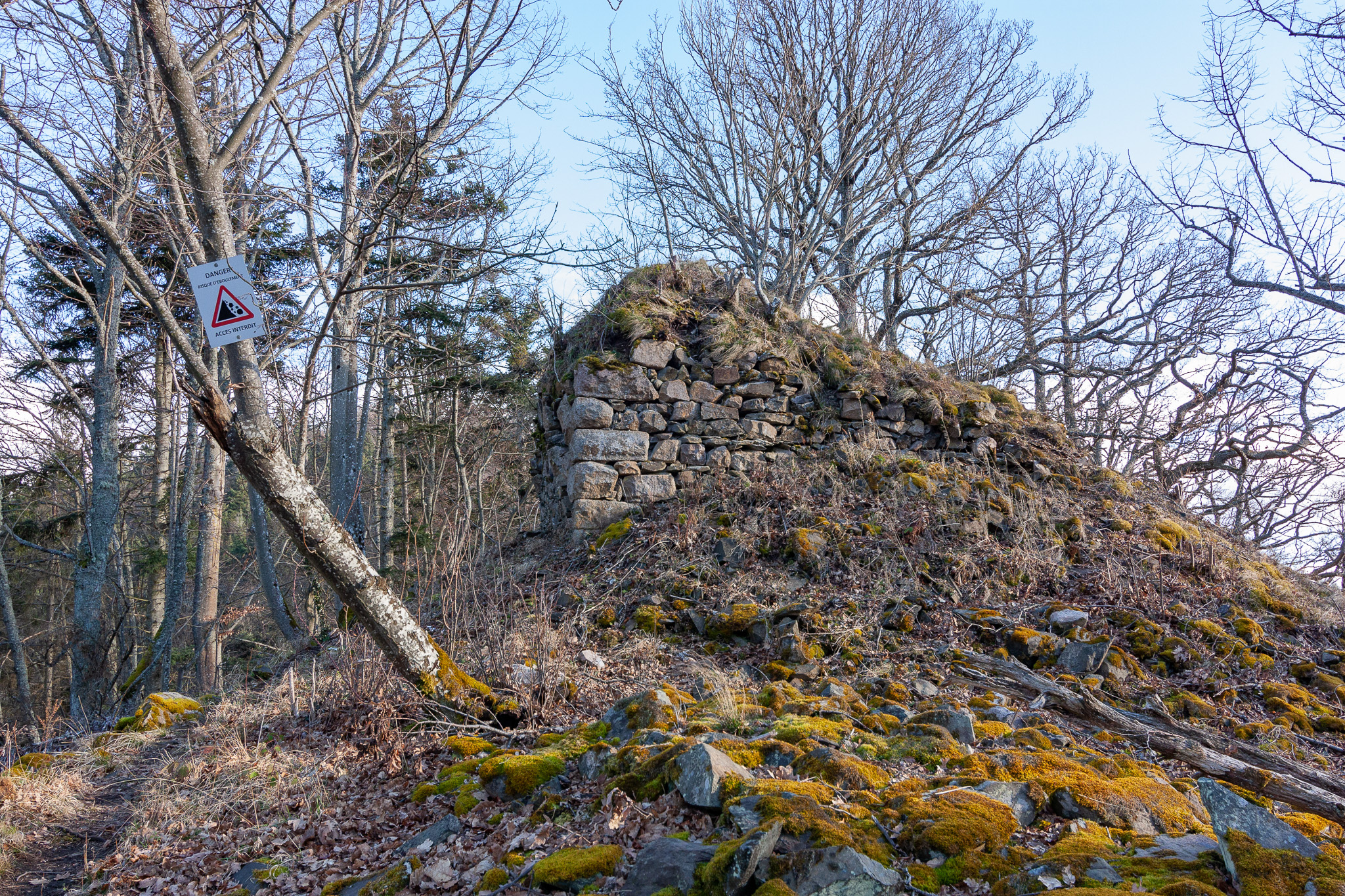
Burgthalschloss, tour
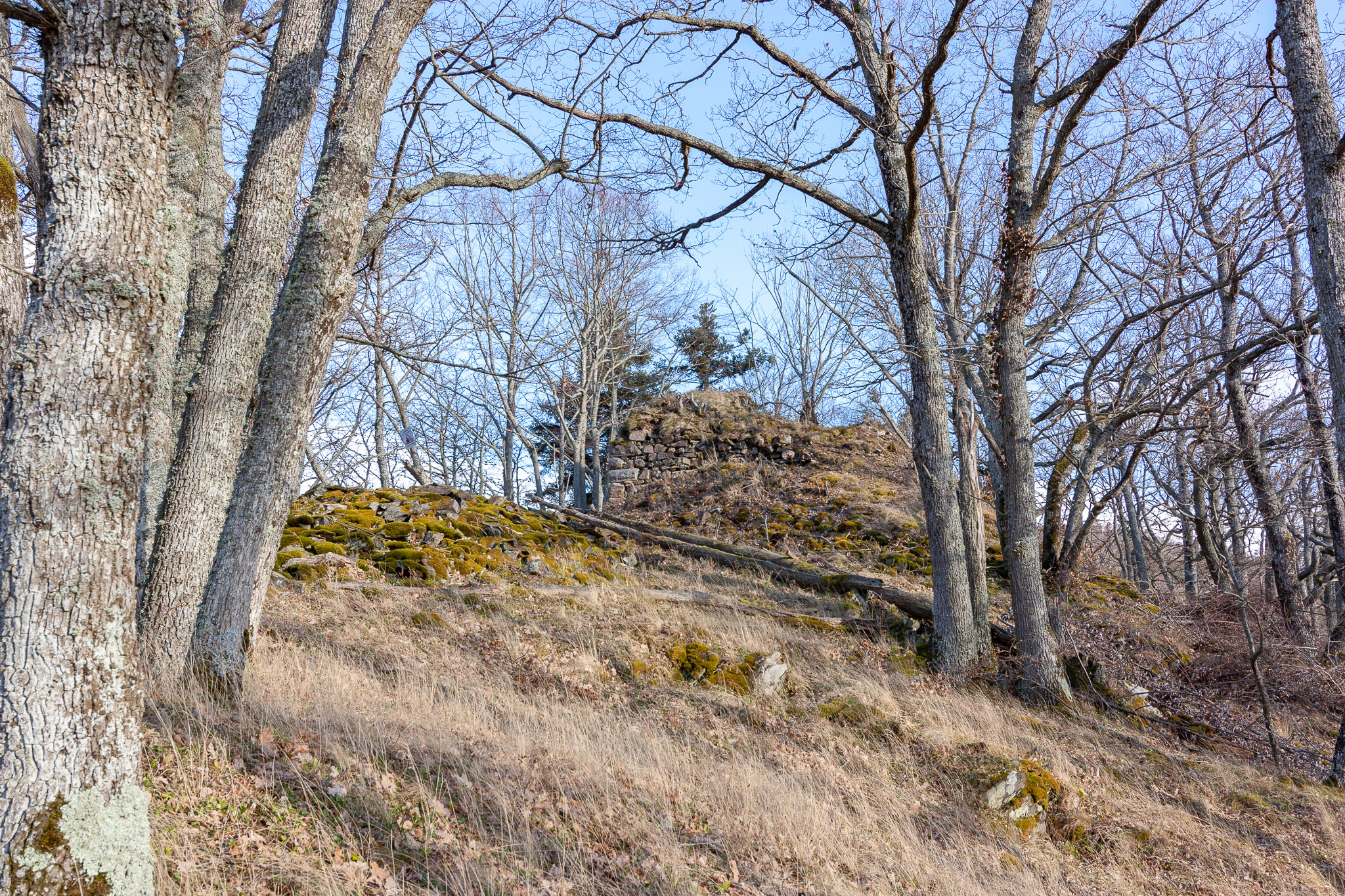
Burgthalschloss